# テストドライブ アンリミテッド
『テストドライブ アンリミテッド』(Test Drive Unlimited 略称：TDU)は、Eden Gamesが開発したゲームソフト。
ドライビングシミュレーター『テストドライブ』メインシリーズの9作目で、続編に『テストドライブ アンリミテッド 2』及び『テストドライブ アンリミテッド ソーラークラウン』がある。
アメリカ合衆国などでは2006年以降にAtariより発売された。日本では、Xbox 360版が2007年4月26日にマイクロソフトより発売され、Microsoft Windows 2000/XP/Vista版が2007年9月28日にイーフロンティアより発売された。日本版は、Xbox 360版はテキスト・音声共に日本語にローカライズされているが、Microsoft Windows版はテキストは日本語、音声は英語のままとなっている。海外ではPlayStation 2版とPlayStation Portable版も発売されているが、日本での販売はされなかった。

## 概要
1,600平方kmにも及ぶハワイ州オアフ島の道路や観光スポットなどがオープンワールドとして構築されており、島内は暗転などなくシームレスに走行することが可能。道路だけではなく、山や森、砂浜や建物の敷地内といった場所もプレイヤーの意思で自由にドライブすることができる。100以上のレースや貴重品の輸送、車両の代行輸送などのチャレンジが島中に用意されているが、スピードを競うだけではなく、オアフ島内を自由にドライブして遊べる点が、他の一般的なレースゲームと大きく異なるポイントである。
作中ではフェラーリやランボルギーニなど、実在する25社以上の車や、カワサキなど4社のバイクに乗ることができる。
M.O.O.R. (Massively Open Online Racing) というシステムが本作の特徴で、オンラインで遊ぶと、ドライブ中に最大で8人までのプレイヤーとマッチングすることができる。ただし、オンラインの「TEST DRIVEサーバ」はそれぞれのプラットフォームで独立しているため、例えばXbox 360とPCのプレイヤー同士で遊べるようにはなっていない。なお、Xbox 360版・Microsoft Windows版共に、ボイスチャットに対応している。
プレイヤーだけではなく一般車両も道路を走っており、時と場合に応じて車線を変えたり、赤信号では停止したりする。ただし人間は歩いていない。
ドライブ画面では画面左下にGPSが表示され、場所を指定しカーナビとして用いることができる他、走行したことのある道路は指定するだけで直接ジャンプすることができる。また、Xbox 360版には紙媒体でハワイオアフ島マップが同梱されており、道路や施設の場所を確認することができる。Microsoft Windows版の日本版には、紙媒体のマップは同梱されていない。
日本の発売元からは告知されていないが、オンラインの「TEST DRIVEサーバ」が閉鎖されることが2012年9月5日にAtariより発表され、2012年9月29日をもって閉鎖された。現在は製品版・体験版共にオフラインでしか遊べない。ただしXbox 360版は、各種ランキングの閲覧やマルチプレイヤーでのオンライン対戦は可能となっている。

## ゲーム内容

### 全般
ゲームはマイホームから始まり、オアフ島内に数多く用意されたイベントの場所に行くことでレースなどに挑戦できる。イベントのある道路を走行するとマップ画面にアイコンが表示され、アイコンを選択することで直接挑戦することもできる。イベントは、1人用のシングルプレイヤー専用のものと、オンライン用のマルチプレイヤー専用のものがある。
車両にはその性能によりグループが設定されており、車の場合はA（性能高）からF（性能低）およびG（クラシックカー）までの7グループ、バイクの場合はmA（性能高）とmB（性能低）の2グループがある。また、プレイヤー自身にもレベルが設定されており、ビギナー、アマチュア、プロ、エキスパート、チャンピオン、エースの6レベルがある。特定の条件を満たせば入手できるポイントをためることによりレベルを上げることができる。各種イベントは、参加可能なレベルや車の条件（タイプ・メーカー・グループ）が設定されていることが多い。
島内を走る一般車両や標識に接触した場合は警察に警戒され、ドライブ画面上に警察バーが表示される。警察バーは3段階の警戒レベルを表しており、短い間に複数回接触すると警戒レベルが上がる。オフラインの場合、警察バーが表示されると警察に追跡されることがある。追跡された場合でも一定時間逃げ延びることができれば捕まることはないが、パトカー(実在の車ではなく、架空の車)が近くにいるときに木や電柱等に激突して停止してしまったり、警察によるバリケードを突破できずに捕まったりすると罰金を払わなければならない。罰金は壊した車の台数が多いほど増額され、所持金が少なくて払えない場合は留置所送りとなる。オンラインの場合、警察バーが表示されるだけで警察に追跡されることはないが、警察バーが3段階目までたまると通常通り罰金を払わなければならない。なお、一部のチャレンジではパトカーが出現せず一般車両と接触しても追跡対象にはならず、他プレイヤーやレース中の対戦相手との接触も警察は関与しない。

### レースなど

#### チャレンジ
コースの走行でタイムなどを競い、賞金を得るイベント。次の3タイプがあり、シングルプレイヤーの他、マルチプレイヤー用、クラブ用のイベントもある。
レース（シングルプレイヤー・マルチプレイヤー・クラブ）
他の車と一定のコースを走り抜け、1位を目指す。ループしたコースを数回周回するものもある。
スピード（シングルプレイヤー・マルチプレイヤー・クラブ）
いくつか設置されているレーダーを通過した時点での速度の平均を競う。スタート後一定時間内の最高速度を競うものもある。
タイムアタック（シングルプレイヤー）
プレイヤーのみで一定のコースを走り抜け、タイムを競う。ループしたコースを数回周回するものもある。
なお、チャレンジによっては以下の特殊ルールが追加されていることがある。
ドライビングゲージ
コースアウトや接触時に減少していき、0になってしまうとその場で強制終了（タイムアタックやレースではチャレンジ失敗、スピードはその時点でのスコアで終了）となる。またタイムアタックやレーダー式のスピードチャレンジ（1つだけ存在する）ではゲージが減少しているとゴール時のスコアにペナルティが付加される。
エリミネータ
一部の周回レースに付加されるルール。周回ごとにその時点の最下位の車が脱落する。

#### ミッション
オアフ島にいる人々の依頼に従い特定のコースを走るイベント。次の4タイプがあり、全てシングルプレイヤー用。
トップモデル
荷物を持った女性を乗せ制限時間内に特定の場所へ送り届ける。人によっては車の指定がある。
報酬はクーポン。前述のドライビングゲージがあり、パーフェクトでクリアするとより多くのクーポンを入手可能。
ヒッチハイク
路上のヒッチハイカーを乗せ制限時間内に特定の場所へ送り届ける。トップモデルよりも長距離を走る。
報酬はクーポン。前述のドライビングゲージがあり、パーフェクトでクリアするとより多くのクーポンを入手可能。
トランスポート
依頼人の車を修理工場などへ運転して運ぶ。そのため乗る車は固定されている。制限時間はない。
報酬はお金。前述のドライビングゲージがあり、ゲージが減るとその分到着後の報酬が減る。1度クリアすると再挑戦不可。
クーリエ
依頼人の指示する場所へ制限時間内に荷物を運ぶ。車のランク指定がある物がある。
報酬はお金。失敗時にはプレイヤーが依頼人に補償金を払わなければならない。1度クリアすると再挑戦不可。

#### カスタムチャレンジ
特定の条件を満たしたプレイヤーは、走行したことのある道路から自由にスタート地点とゴール地点、チェックポイントを設定してオリジナルのチャレンジを作成することができ、オンラインであれば島内にあるドライブインで公開することができる。使用可能な車の条件も自由に設定可能で、通常のチャレンジにはない「特定車種のみ」という設定も可能である。なおチャレンジ作成時に主催者が一度コースを走らなければならず、そのときのタイムが開始時点での1位のタイムとして扱われる。
参加料金の設定を行うこともでき、集まった参加料金と主催者が設定した賞金の合計の9割が優勝者に、1割が主催者に配分される。

#### インスタントチャレンジ
フリーライド中にすれ違ったプレイヤーに対しパッシングを行うことで、その場でコースを設定し勝負することができる。オフラインにおいても一般車両とは異なるNPCが多数走っており、NPCに対しても同様に勝負を申し込むことができる。

#### クラブ
島内にあるクラブで最大16人まで所属可能なクラブを作成し、クラブ内での対戦（最大で8人まで）やクラブ間（一方からは最大で4人、合計8人まで）の対戦を行うことができる。マルチプレイヤー用。島内にはクラブでのみ利用可能なマルチプレイヤーのチャレンジも存在する。

### 施設
島内にはレースなどのイベントやドライブイン、クラブの他に、次の施設が各地に用意されている。
家
プレイヤーのマイホーム。ゲームの進行状況やドライブ中に撮影した写真を確認したり、所有している車両をガレージで確認したりすることができる。また、キャラクター（ゲーム開始時に男性・女性各4タイプの計8タイプから選択）のワードローブや顔つき、髪型や肌の色、頭の長さ、まゆげ、瞳の色まで、細部にわたる部分を変更することもできる（PSP版にはキャラクターのカスタマイズ要素は含まれていない）。オンラインではプレイヤー間で中古車の売買をすることもできる。家は複数所有することが可能。
ブティック
プレイヤーの服や靴といったワードローブを買うことができる。購入はお金ではなく、トップモデルやヒッチハイクをクリアした際に入手できるクーポンと交換する。店毎に取り扱うブランドが異なる。
車のショールーム
車を買うことができる。試乗可能。
バイクのショールーム
バイクを買うことができる。試乗可能。
クラシックカーのショールーム
クラシックカーを買うことができる。取り扱っている車両や価格は変動する。
レンタカーショップ
任意の車を一定時間借りることができる。
ペイントショップ
車両の色を変えることができる。通常のペイントショップは車を購入するときに選択可能な色からの再選択だが、一定条件をクリアすれば好きな色に塗り替えることができるショップも出現する。なお車によってはメーカー純正の色が1色しかないため通常のペイントショップでは色の変更ができないが任意の色に塗り替えることができるものや、メーカー純正色への塗り替えのみで色を細かく指定できないもの（フェラーリ等）、色の変更が全くできないものがある。
不動産業者
家を売買することができる。
チューニングショップ
チューンナップを行うことができる。メーカーによって利用するべきチューニングショップが異なるほか、チューニングができない車や、チューニングにより名前が変わる車、クラスが変わる車も存在する。

### ダウンロードコンテンツ

#### Xbox 360版
Xbox 360版は、Xbox Liveのマーケットプレースでダウンロードコンテンツを配信していたが、2012年9月4日に、予告なく全てのコンテンツ（ゲームオンデマンド含む）が配信停止された。ただしダウンロード済みの場合は履歴から再ダウンロード可能。
車・バイクの追加
ショールームに陳列される車が増えるコンテンツとして、複数の車が詰まった「プレミアムパック」が6個有料配信されていた。価格は各350マイクロソフトポイント。各パックの内1台は無料配信もされており、「プレミアムパック」に収録されている車・バイクの表示だけは無料でできるようになっている。
無料配信の「ローンチパック」には、アメリカ合衆国やヨーロッパで予約特典や先着10,000人限定で提供された車のデータが収録されている。
モードの追加
一定条件を満たしたプレイヤーに対し、より実車に近い挙動を提供する「ハードコアモード」が有料配信されていた。価格は160マイクロソフトポイント。
その他
プレイ時間などが制限された体験版が配信されていた。製品版とは異なるサーバーで、オンラインで遊ぶことができた。また、収録車によるXbox 360用のテーマファイルやゲーマーアイコンパックも配信されていた。

#### Microsoft Windows版
Microsoft Windows版は、2007年7月16日（当初は5月とされていた）に配信されたパッチ1.66Aで、Xbox 360版の「ローンチパック」に相当する2台（アウディ・RS4 クワトロサルーン・日産・スカイライン GTR R34）が追加された。
「ハードコアモード」はゲーム中で取得が可能であり、Xbox 360版とは異なり有料ではない。

## 登場メーカー
作中に登場する自動車メーカー・オートバイメーカー・ブランドは次のとおり（ABC順）。
| - ACカーズ - アルファロメオ - アスカリ・カーズ - アストンマーティン - アウディ - ゼネラルモーターズ - ケータハム・カーズ - クライスラー - ダッジ - ドゥカティ - エドニス - ファーボード・スポーツ・カーズ | - フェラーリ - フォード・モーター・カンパニー - ジャガー・カーズ - 川崎重工業 - ケーニグセグ・オートモーティブ - ランボルギーニ - レクサス - ロータス - マセラティ - マクラーレン - メルセデス・ベンツ - MVアグスタ | - 日産自動車 - ノーブル・オートモーティブ - パガーニ・アウトモビリ - RUF - サリーン - キャロル・シェルビー - スパイカー・カーズ - トライアンフ - TVR - フォルクスワーゲン - ヴィーズマン |

なお、Xbox 360版のパッケージ裏（裏面ではなく、パッケージ内のディスクの入っているトレイ側）にはメーカーやブランドのロゴがABC順に並んでいる。ただし、パッケージには日産自動車の高級車ブランドインフィニティのロゴがあるが、インフィニティの車はダウンロードコンテンツでも登場しておらず、逆に、パッケージにはRUFのロゴはないが、ダウンロードコンテンツで登場している。

## 備考
- 日本の交通ルールとは異なり、ハワイでは赤信号でも右折は可能であり[3]、ゲーム中の一般車両もこのルールに従っている。
- 実際のオアフ島ではヒッチハイクは違法行為である[3]。
- 特定のポイントで特殊な操作をすると離島にワープしたり空港敷地内に入るという現象がある。ホノルル国際空港については Xbox 360 ブログ - 「Test Drive Unlimited」ポイント進入方法 にて映像で解説されているが、他の2つの空港にも入れることが判明している。
- 日産・スカイライン GTR R34は、元々日本国内販売専用車で、日本同様「左側通行・右ハンドル」であるイギリスや香港などにも輸出されているが、本作品では実在しない左ハンドル車となっている。
- マイクロソフトはXbox 360版の販促の1つとして、2007年5月11日のXbox LIVE パーク（オンラインイベント）で本作を取り上げた。森下悠里を起用し、オンラインプレイをユーザーと共に楽しむというものであった。
- Xbox 360版の初回パッケージには「Xbox Live 48 時間無料トライアル ゴールド メンバーシップ」が同梱されている。
- Microsoft Windows版の必要動作環境としてビデオカードが6600GT以上とされているが、明らかにパワー不足である。
- Microsoft Windows版において1.66Aのパッチを当てると、今までの購入履歴などの数値にバグが発生してしまうことが報告されている。

## 続編
- テストドライブ アンリミテッド 2

2011年に発売。舞台がオアフ島以外にスペインの保養地であるイビサ島が加わった。
- テストドライブ アンリミテッド ソーラークラウン

2024年に発売予定。舞台が香港島に変更されている。